# Соколов, Михаил Михайлович (учёный)
Михаил Михайлович Соколов (1916—1987) — советский и российский учёный, доктор технических наук, профессор.
Автор около 300 научных работ, 50 из которых являются авторскими свидетельствами на изобретения. Его работы обогатили советскую науку теоретическими исследованиями электромагнитных переходных процессов в асинхронных электроприводах, решением вопросов измерения динамических моментов, а также разработкой теории таких редких в то время приводов, как электроприводы с линейными двигателями.

## Биография
Родился в 1916 году.
В 1943 году окончил Московский энергетический институт, после чего сразу начал свою научную карьеру. В 1947 году защитил кандидатскую, а в 1962 году – докторскую диссертации. 
Научные интересы Михаила Соколова представляли спектр вопросов регулируемого электропривода переменного тока, где он создал свою научную школу. Профессор М. М. Соколов разработал теорию асинхронного электропривода с параметрическим регулированием; одним из первых занялся изучением и созданием электроприводов переменного тока с тиристорным управлением. Известны его труды по электроприводам с импульсным управлением в цепи выпрямленного тока ротора и асинхронным электроприводам с дросселями насыщения.
Наряду с научной, он занимался и педагогической деятельностью — читал лекции по курсу «Основы электропривода», написал несколько учебников и учебных пособий. Также подготовил ряд высококвалифицированных инженерных и научных кадров, в числе которых профессора — Масандилов Л. Б., Горнов А. О., Москаленко В. В.
За свою работу был удостоен звания «Заслуженный деятель науки и техники РСФСР».
Умер в 1987 году. 